# Waldmünchen (przystanek kolejowy)
Waldmünchen (niem: Bahnhof Waldmünchen) – przystanek kolejowy w Waldmünchen, w kraju związkowym Bawaria, w Niemczech. Znajduje się na linii Cham – Waldmünchen i jest jej punktem końcowym. Według DB Station&Service ma kategorię 7. 

## Linie kolejowe
- Linia Cham – Waldmünchen